# Erfurter Glocke
Erfurter Glocke war die in Hannover gebräuchliche Bezeichnung für eine kreisrunde Steinsetzung auf dem sogenannten Hundemarkt, der ab Mitte des 18. Jahrhunderts als Mittelpunkt der unter dem Bürgermeister Christian Ulrich Grupen errichteten Aegidienneustadt angelegt wurde.
Ursprünglich soll dieser aus Steinen gebildete – und später erweiterte – Kreis mit dem Umfang der etwa zeitgleich gegossenen Gloriosa übereingestimmt haben: Der Sage nach soll die Glocke während des Transportes vom Wagen gesprungen sein und sich tief in das Erdreich eingedrückt haben, wobei im Boden ihr kreisrunder Abdruck entstanden sein soll.
Zur Erinnerung an die Legende führte noch Ende der 1920er Jahre eine Gastwirtschaft am Hundemarkt den Namen „Erfurter Glocke“.